# 新巴甫洛夫卡 (外贝加尔边疆区)
新巴甫洛夫卡（羅馬化：Novopavlovka）是俄罗斯外贝加尔边疆区的市级镇，属外贝加尔地区彼得罗夫斯克区，位于色楞格河流域内希洛克河左岸，在区行政中心外贝加尔地区彼得罗夫斯克东偏南、边疆区首府赤塔西偏南方。
该地2021年人口有3,518人；2010年人口3,941；2002年人口4,288；1989年人口4,775。